# Dost-Test
Der Dost-Test ist eine in den  Vereinigten Staaten von vielen Gerichten angewendete Richtlinie mit Kriterien zur Beurteilung der Laszivität von bildlichen Darstellungen des Genitalbereiches von Minderjährigen.
Der Dost-Test besteht aus sechs betrachteten Faktoren, die in der Summe einer besseren Einschätzbarkeit der Laszivität dienen sollen. Es müssen dabei nicht alle Faktoren gegeben sein und auch nicht weitere Faktoren ausgeschlossen werden. Die Faktoren im Einzelnen sind:
- ob der Fokus der bildlichen Darstellung auf dem Genitalbereich des Kindes liegt,
- ob die dargestellte Situation, in der das Kind abgebildet ist, sexuell suggestiv eingerichtet ist (beispielsweise an einem Ort oder in einer Pose, die allgemein mit sexuellen Aktivitäten assoziiert werden),
- ob das Kind für sein Alter in einer unnatürlichen Pose abgebildet ist oder in unangemessener Bekleidung,
- ob das Kind voll oder nur teilweise bekleidet oder nackt ist,
- ob die Abbildung sexuelle Schüchternheit oder Willigkeit zu sexueller Betätigung suggeriert und
- ob die Abbildung mit der Intention geschaffen wurde oder dazu dienen sollte, eine sexuelle Reaktion im Betrachter auszulösen.

## Geschichte
Der Kriterienkatalog wurde hauptsächlich bei einem Gerichtsverfahren entwickelt, das die Vereinigten Staaten im Jahr 1996 gegen Robert S. Dost führten. Seither finden die hier zusammengetragenen Kriterien in den USA weite Verbreitung zur Beurteilung von Darstellungen Minderjähriger in Gerichtsprozessen. In der Folge wurde der Kriterienkatalog auch außergerichtlich zum Beispiel von Webmastern zur Beurteilung der Rechtskonformität von Inhalten herangezogen.

## Belege
1. ↑  The Bloggers' FAQ on Adult Material: What is a "lascivious" image? In: Legal Guide for Bloggers. Electronic Frontier Foundation, abgerufen am 8. Dezember 2010.